# 米利特 (內華達州)
米利特（英語：Millett）是位於美國內華達州奈縣的鬼鎮。

## 歷史
米利特的郵局於1906年設立，其後於1930年停運。

## 地理
米利特所處的海拔為高於海平面1687米（即5535英呎），而該地所採用的時區為UTC-8，即太平洋时区（PST）。同時該地設有夏令時間，為UTC-8調快一小時，即UTC-7（PDT）。